# NGC 2332
NGC 2332 é uma galáxia lenticular (S0) localizada na direcção da constelação de Lynx. Possui uma declinação de +50° 10' 55" e uma ascensão recta de 7 horas, 09 minutos e 33,8 segundos.
A galáxia NGC 2332 foi descoberta em 28 de Dezembro de 1790 por William Herschel.